# Gaudentius von Brescia
Gaudentius von Brescia († nach 406; dt.: „der Fröhliche“) ist ein Heiliger der katholischen Kirche und war seit ca. 387 Bischof von Brescia (Brixia) als Nachfolger von Filastrius von Brescia. Sein Gedenktag ist der 25. Oktober.
Gaudentius wurde häufig auf den Altarbildern der bedeutenden Brescianischen Renaissance-Maler Alessandro Moretto, Giovanni Girolamo Savoldo und Girolamo Romanino dargestellt.

## Vita
Zum Zeitpunkt seiner Ernennung zum Bischof befand er sich gerade auf einer Pilgerreise nach Jerusalem, von der er zahlreiche Reliquien mitbrachte. Darunter befanden sich neben denen Johannes des Täufers und der Apostel vor allem solche der Vierzig Märtyrer von Sebaste. Letztere erhielt er in Caesarea in Cappadocia von den Nichten Basilius’ des Großen. Diese und andere Reliquien brachte er in eine Basilika, die er concilium sanctorum (Versammlung der Heiligen) nannte.

Er weigerte sich zunächst, das Amt anzunehmen, gab aber schließlich dem Wunsch der Bevölkerung und dem Zureden seines Freundes Ambrosius von Mailand nach, der auch bei seiner Bischofsweihe anwesend war. 404/05 entsandten Kaiser Honorius und Papst Innozenz I. eine Delegation nach Konstantinopel, die die Aufhebung der Verbannung von Johannes Chrysostomos erwirken sollte, den Gaudentius bereits persönlich in Antiochia getroffen hatte. Zusammen mit zwei weiteren Bischöfen unternahm er die Reise, stieß jedoch auf den erbitterten Widerstand der oströmischen Autoritäten und konnte nur knapp härteren Repressalien entgehen. 

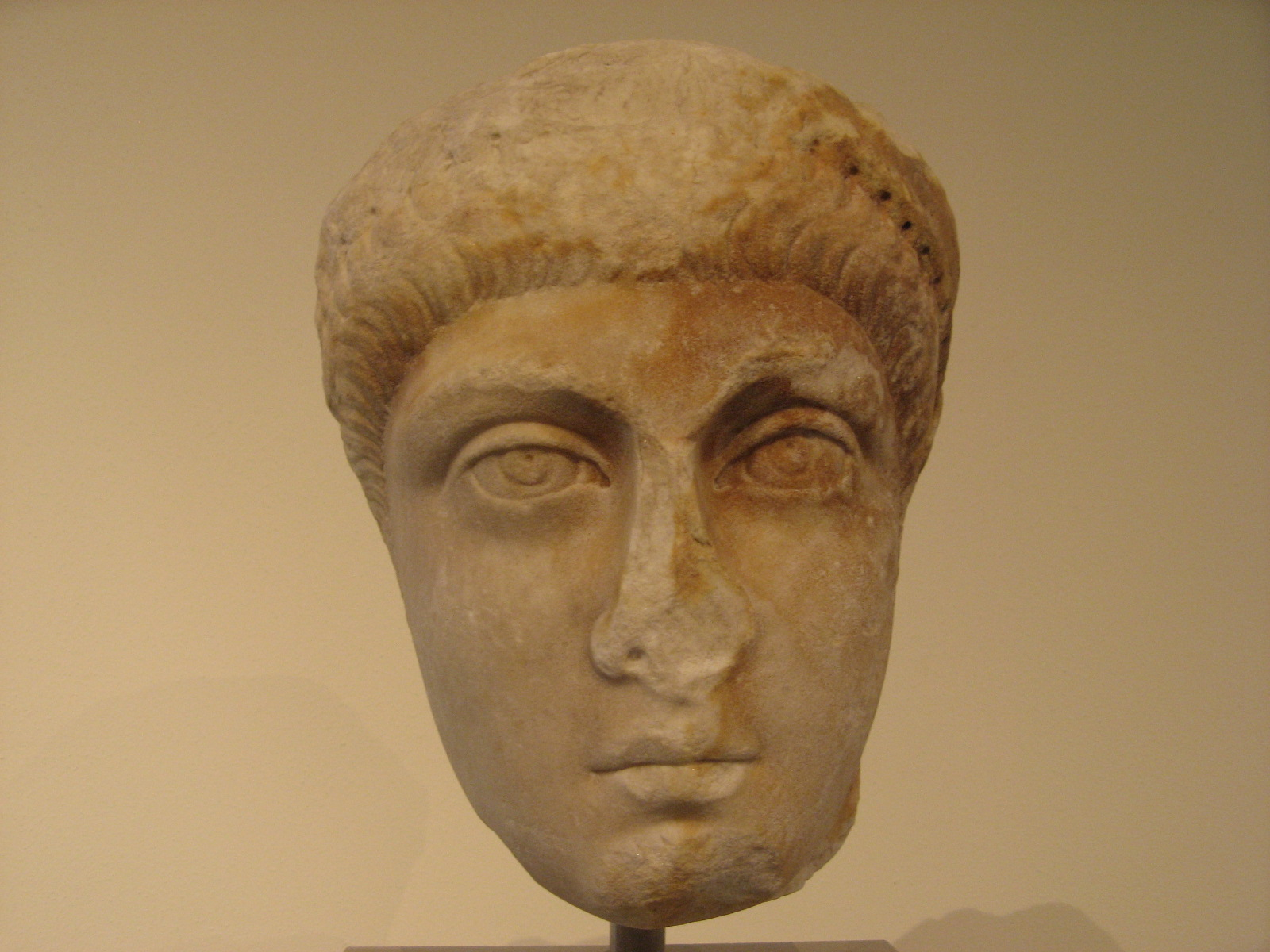
Büstenfragment des Arcadius aus dem Alten Museum, Berlin

In den Quellen ist teilweise davon die Rede, dass Kaiser Arcadius die Delegation schroff abwies. Wahrscheinlicher ist jedoch, dass der religiöse, aber schwache Kaiser von seinem Hofstaat manipuliert wurde. Johannes Chrysostomos schrieb Gaudentius aus Dank für sein Engagement mehrere Briefe.
Er wurde in der Kirche San Giovanni Battista in Brescia beigesetzt, die aus dem concilium sanctorum hervorgegangen ist.
Gaudentius von Brescia ist als San Gaudenzio Stadtpatron der Stadt Ostra (Marken) in der Provinz Ancona.

## Werk
Er ist der Verfasser von 21 Predigten, darunter 10 Osterpredigten (PL 20, 827 ff.; PG 52, 715 ff.). Diese wurden im Auftrag des Brescianischen Patriziers Benivolus niedergeschrieben, da er hörgeschädigt war. In ihrem Vorwort warnt Gaudentius vor unautorisierten Kopien seiner Predigten, ein Zeichen für seine gute Kenntnis des spätantiken Fälscherwesens. Auch seine formal einfachen, inhaltlich hochwertigen Texte zeugen von einer guten Bildung.